# Babatunde Ogunnaike
Babatunde Ayodeji Ogunnaike (nascido em 26 de março de 1956) é um engenheiro químico americano de ascendência nigeriana e o Professor William L. Friend de Engenharia Química e Biomolecular na Universidade de Delaware (UD). Ele é o ex-Reitor da Faculdade de Engenharia da UD.